# كريستين فيرنانديز
كريستين فيرنانديز هي ممثلة برازيلية وأمريكية، ولدت في 1 مارس 1968 بشيكاغو في الولايات المتحدة.

## وصلات خارجية
- كريستين فيرنانديز على موقع IMDb (الإنجليزية)
- كريستين فيرنانديز على موقع ألو سيني (الفرنسية)
- كريستين فيرنانديز على موقع قاعدة بيانات الفيلم (الإنجليزية)
- كريستين فيرنانديز على موقع كينوبويسك (الروسية)